# Олійник Павло Вікторович
Олійник Павло Вікторович (пом. 26 лютого 2022, біля м. Маріуполя Донецької області (Україна)) — молодший сержант Збройних сил України, учасник російсько-української війни, відзначився у ході російського вторгнення в Україну.
Проживав у селищі Краснокутськ на Харківщині. Загинув 26 лютого 2022 року біля Маріуполя, Донецької області разом із земляком старшим солдатом Сергієм Погорєловим.

## Нагороди
- орден «За мужність» III ступеня (2022, посмертно) — за особисту мужність під час виконання бойових завдань, самовіддані дії, виявлені у захисті державного суверенітету та територіальної цілісності України, вірність військовій присязі.